# Тул (Техас)
Тул (англ. Tool) — місто (англ. city) в США, в окрузі Гендерсон штату Техас. Населення — 2175 осіб (2020).

## Географія
Тул розташований за координатами 32°16′50″ пн. ш. 96°10′22″ зх. д. / 32.28056° пн. ш. 96.17278° зх. д. (32.280535, -96.172711).  За даними Бюро перепису населення США в 2010 році місто мало площу 9,33 км², з яких 9,30 км² — суходіл та 0,03 км² — водойми.

## Демографія
Згідно з переписом 2010 року, у місті мешкало 2240 осіб у 1014 домогосподарствах у складі 616 родин. Густота населення становила 240 осіб/км².  Було 1558 помешкань (167/км²).
Расовий склад населення:
| - 95,4 % — білих - 0,8 % — чорних або афроамериканців - 0,6 % — корінних американців - 0,3 % — вихідців з тихоокеанських островів - 0,1 % — азіатів - 1,2 % — осіб інших рас |

До двох чи більше рас належало 1,6 %. Частка іспаномовних становила 5,0 % від усіх жителів.
За віковим діапазоном населення розподілялося таким чином: 16,0 % — особи молодші 18 років, 60,7 % — особи у віці 18—64 років, 23,3 % — особи у віці 65 років та старші. Медіана віку мешканця становила 50,8 року. На 100 осіб жіночої статі у місті припадало 98,8 чоловіків;  на 100 жінок у віці від 18 років та старших — 95,8 чоловіків також старших 18 років.
Середній дохід на одне домашнє господарство  становив 52 460 доларів США (медіана — 40 200), а середній дохід на одну сім'ю — 59 257 доларів (медіана — 45 750). Медіана доходів становила 44 167 доларів для чоловіків та 32 969 доларів для жінок. За межею бідності перебувало 11,3 % осіб, у тому числі 12,9 % дітей у віці до 18 років та 8,5 % осіб у віці 65 років та старших.
Цивільне працевлаштоване населення становило 766 осіб. Основні галузі зайнятості: виробництво — 13,3 %, будівництво — 11,2 %, науковці, спеціалісти, менеджери — 11,1 %.